# 薄叶雀舌木
薄叶雀舌木（学名：Leptopus australis）为大戟科雀舌木属下的一个种。

## 扩展阅读
- 維基物種上的相關：薄叶雀舌木